# Trung tâm điêu khắc Ba Lan

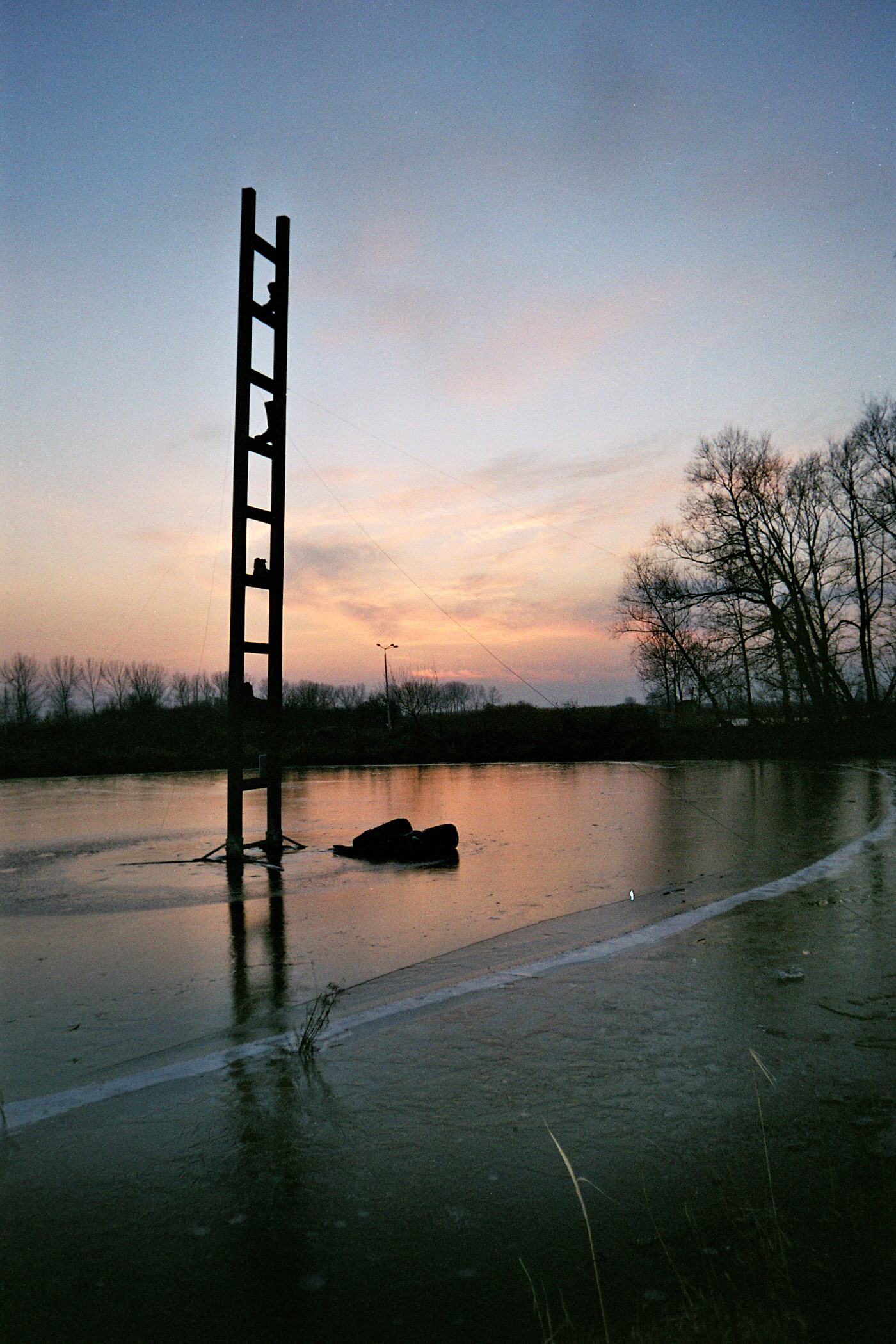
Thang lên thiên đường, bởi Józef Szajna.

Trung tâm điêu khắc Ba Lan (tiếng Ba Lan: Centrum Rzeźby Polskiej) ở Orońsko, gần Radom, Ba Lan, là một bảo tàng nằm trong ngôi nhà trang viên thế kỷ 19 của Józef Brandtát. Bộ sưu tập của Trung tâm bao gồm 621 tác phẩm điêu khắc, sắp đặt và các loại hình nghệ thuật khác thuộc sở hữu của Trung tâm, cũng như 173 vật phẩm ký gửi. Các bộ sưu tập cũng bao gồm 70 bức tranh, bản vẽ và thảm tường. Các hoạt động của Trung tâm và tổ hợp trang viên được duy trì bởi Quỹ Joseph Brandt. Trung tâm cũng cung cấp hỗ trợ kỹ thuật cho các nghệ sĩ tham gia Chương trình Điêu khắc.

## Trang viên của Józef Brandt
Trang viên của Józef Brandt được xây dựng vào nửa cuối thế kỷ 19 theo phong cách tân Phục hưng của Ý. Bên trong ngôi nhà có một triển lãm nội thất trang viên thế kỷ 19. Bầu không khí của một lâu đài quốc gia thế kỷ 19 được bảo tồn và thể hiện qua các đồ nội thất: Louis Philippe, Biedermeier và tân Rococo. Các bức vẽ và tranh của Józef Brandt, Jacek Malczewski, Juliusz Kossak, Apoloniusz Kędzierski và Alfred Schouppé. Các tác phẩm điêu khắc của Pius Welloński và Feliks Georg Pffeifer, bổ sung cho bộ sưu tập của triển lãm.

## Khu phức hợp
Tổ hợp trang viên cũng bao gồm một vườn cam, nhà nguyện, nhà ngang, vựa lúa, nhà huấn luyện và chuồng ngựa. Vườn cam, được xây dựng năm 1869, từng là một nhà kính và là nhà xưởng của Brandt. Ngày nay nó là một địa điểm cho những triển lãm tạm thời. Triển lãm còn được tổ chức trong nhà nguyện trang viên cũ, được xây dựng năm 1841. Nhà ngang được hình thành từ vườn cam Orońsko, là nơi tọa lạc của Ban điều hành Trung tâm và Hội Những người bạn của Điêu khắc. Nhà để xe ngựa, được Brandt dựng lên vào năm 1905, có một phòng trưng bày điêu khắc vĩnh viễn. Từ năm 1995, nó đã trưng bày tác phẩm War Games của nghệ sĩ Magdalena Abakanowicz từ Ukon. Chuồng ngựa của Brandt đã được chuyển thành sáu xưởng điêu khắc.

## Trung tâm điêu khắc Ba Lan
Khu vườn điêu khắc của Trung tâm được tạo ra vào năm 1965. Cùng năm đó, công việc thiết lập Chương trình Điêu khắc được bắt đầu. Hội Những người bạn của điêu khắc được thành lập vào năm 1969.
Năm 1981, Bảo tàng và Trung tâm Điêu khắc Ba Lan ở Orońsko được thành lập, với sự hỗ trợ của Bộ Nghệ thuật và Văn hóa. Bốn năm sau, tổ chức được đổi tên thành Trung tâm Điêu khắc Ba Lan. Một bảo tàng điêu khắc đương đại và một khu vườn điêu khắc được thiết kế bởi giáo sư Grzegorz Kowalski, đã được hoàn thành vào năm 1992. Năm 1997, Quỹ Józef Brandt được thành lập.
Bộ sưu tập của Trung tâm Điêu khắc Ba Lan bao gồm 621 tác phẩm điêu khắc, sắp đặt và các loại hình nghệ thuật khác là tài sản của Trung tâm, cũng như 173 vật phẩm ký gửi. Các bộ sưu tập cũng bao gồm 70 bản vẽ, tranh vẽ và thảm tường. Vườn điêu khắc chứa 93 tác phẩm của 77 nghệ sĩ. Trung tâm bao gồm các tác phẩm của Magdalena Abakanowicz, Mirosław Balka, Krzysztof M. Bednarski, Jan Berdyszak, Tadashi Hashimoto, Władysław Hasior, Maria Jarema, Grzegorz Klaman, Katarzyna Kobro, Zofia Kulik, Teresa Murak, Adam Myjak, Jan de Weryha-Wysoczanski và Józef Szajna.
Trung tâm duy trì một thư viện tham khảo về điêu khắc và các lĩnh vực liên quan.

## Hoạt động điêu khắc
Hoạt động Điêu khắc của Trung tâm gồm 6 nhà máy, sân làm việc 5.200 m 2 và các xưởng kỹ thuật cho chế biến kim loại, chế biến gỗ, gốm sứ, xưởng đúc và bảo tồn.

## Ấn phẩm
Trung tâm xuất bản:
- Hàng năm: Điêu khắc Ba Lan;
- Hội thảo Orońsko;
- Các tác phẩm điêu khắc hàng quý: Orońsko;
- Chuyên khảo về các nhà điêu khắc Ba Lan;
- Các ấn phẩm và danh mục chuyên đề.

## Quỹ Brandt Józef
Quỹ Józef Brandt phi lợi nhuận đã được khánh thành vào năm 1997, chịu trách nhiệm bảo tồn khu vườn lịch sử và khu phức hợp Orońsko và hỗ trợ các hoạt động của Trung tâm Điêu khắc Ba Lan.